# Dialogue de San José

L'Union européenne et les États du dialogue de San José.

Le dialogue de San José, du nom de la ville dans laquelle il fut établi, désigne les relations multilatérales entretenues depuis 1984 entre l'Union européenne et l'Amérique centrale. Il s'agit du plus ancien dialogue entre l'Union et un groupe d’États latino-américains.

## Origine
À l'origine destiné à mettre un terme aux conflits armés de la région par la négociation, le dialogue a étendu ses activités au-delà de la promotion de la paix et s'intéresse désormais à la démocratisation, au développement socio-économique et à l'intégration régionale en Amérique centrale.

## Accord
Un accord cadre de coopération a été conclu entre l'Union et les États d'Amérique centrale en 1993 et, en 2003, un accord de dialogue politique et de coopération fut aussi signé.

## Sources